# Strzelin
Strzelin (udtale: [ˈstʂɛlʲin]; tysk: Strehlen, tjekkisk: Střelín)  er en by  i  den østlige del af  Voivodskabet Nedre Schlesien i det sydvestlige Polen.  Byen  har 12.131(2021) indbyggere og et areal på 10,34 km².  Den er administrationsby i   powiatet (amt) Strzelin. Den er kendt for sine store granit-stenbrud og har Europas dybeste granitbrud, der er 123 meter dyb og dækker 19,5 ha.

## Historie
Bosættelsen går tilbage til Piast-dynastiet og begyndelsen af den polske stat. I det 12. århundrede blev den romanske St. Godehards Rotunda  bygget. Byen blev nævnt i det 13. og 14. århundrede med sit gamle polske navn Strelin, der stammer fra det polske ord strzała, der betyder "pil".  Den fik stadsrettigheder i 1292 af hertug Bolko 1. den Strenge fra Piast-dynastiet, som også byggede forsvarsmure.